# Noripterus
Noripterus is een geslacht van uitgestorven pterosauriërs behorend tot de groep van de Pterodactyloidea dat tijdens het Vroeg-Krijt leefde in het gebied van het huidige China en Mongolië.

## Vondst en naamgeving
De soort Noripterus complicidens werd in 1973 benoemd door Yang Zhongjian. De geslachtsnaam is afgeleid van het Mongoolse nuur of nor, 'meer', een verwijzing naar het feit dat de vindplaats een meerafzetting is, en een gelatiniseerd Klassiek Grieks pteron, 'vleugel'. De soortaanduiding betekent 'samengestelde tand' in het Latijn.
Het holotype, IVPP V.4062, is in 1964 door Yang gevonden in de Lianmuginformatie van Wuerho in zandsteen van het Aptien-Albien, 125 miljoen jaar oud. Het bestaat uit de voorkant van de kop, wervels, delen van de ledematen en bekken. In 2017 bleek het grootste deel hiervan zoek op stukken van de onderkaken na. Yang meldde in totaal acht individuen gevonden te hebben. In 2017 waren daarvan nog vijf identificeerbaar, daaronder specimen IVPP V 4059, een gedeeltelijk skelet met schedel. In 2009 zijn door Lü Junchang grote aantallen fragmenten toegewezen en beschreven.
In 1982 benoemde Natasja Bachoerina op basis van specimen PIN 3953 uit de Tsagan-Tsabformatie van Mongolië een tweede soort voor Dsungaripterus: D. parvus; later werd een zeer gave schedel gevonden: GIN 100/31 met een lengte van 37 centimeter. In 1986 benoemde ze voor de soort een apart geslacht: "Phobetor". Die naam bleek echter al een jonger synoniem te zijn van de vis Gymnocanthus tricuspis en dus een bezette naam. Bachoerina wilde eerst een vervangende naam geven maar al snel kwamen zij en haar echtgenoot David Unwin tot de conclusie dat de vorm, in 2003 al bekend van een veertigtal specimina, niet duidelijk van ander dsungaripteride materiaal valt te onderscheiden. In 2009 kwam Lü Junchang tot de conclusie dat 'Phobetor' een jonger synoniem was van Noripterus of beter gezegd: dat een vervangende naam voor 'Phobetor' dat zou zijn geweest. In 2014 stelde Brian Andres echter dat het Mongoolse materiaal toch een apart taxon vormt dat hij benoemde als een tweede soort van het geslacht: Noripterus parvus. In 2017 stelde David Hone dat het beter een eigen geslacht kan krijgen.
Hone stelde in 2017 dat Lonchognathosaurus op basis van toen bestaande beschrijvingen niet van Noripterus viel te onderscheiden.

## Beschrijving
Oorspronkelijk werd gedacht dat Noripterus een vleugelspanwijdte zou hebben van anderhalve meter; 'Phobetor' werd eerst op twee à tweeënhalve meter geschat. Het zouden dus kleinere vormen zijn geweest ten opzichte van Dsungaripterus met zijn vlucht van drie à drieënhalve meter. Nieuw fragmentarisch materiaal doet wijst echter op een maximum van vier meter vleugelspanwijdte voor Noripterus.
De oorspronkelijke diagnose door Yang is naar huidige maatstaven verouderd. Hone gaf in 2017 een herziene lijst van onderscheidende kenmerken. Het bot aan de basis van de tandkassen is slechts gering verbreed. Het vierde middenhandsbeen is relatief kort met ongeveer 80% van de lengte van het eerste kootje van de vleugelvinger. Daarnaast is er een unieke combinatie van op zich niet unieke kenmerken. De kaakpunten zijn recht terwijl er zich op de symfyse van de onderkaken een diepe groeve op de middenlijn bevindt.

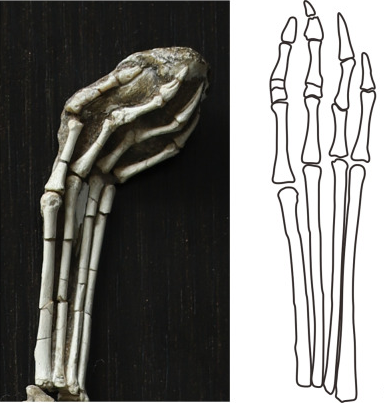
De voet

De nek van Noripterus is vrij lang. De schedel lijkt sterk op die van de verwante Dsungaripterus: hoog van achteren met kleine hoogliggende oogkassen en een kam op het achterhoofd die overgaat in een kam op de aflopende snuit, waarbij voor in de bek de tanden ontbreken. Er zijn echter ook grote verschillen: de snuit bij Noripterus is over de hele lengte licht hol, loopt toe in een scherpe punt die recht blijft in plaats van naar boven te buigen; de tanden zijn kleiner, zijn niet zo zwaar gebouwd en staan vrij ver uit elkaar in duidelijke tandkassen. Daarbij is het opperarmbeen bij Noripterus duidelijk langer. Lü meld dertig tanden in de bovenkaak en twintig in de onderkaak.

## Fylogenie
Noripterus wordt algemeen beschouwd als een lid van de Dsungaripteridae. In 2014 plaatste Andres de twee door hem erkende soorten in een overkoepelende Noripterinae.
Het volgende kladogram toont zijn analyse.
|  | Dsungaripterus weii      |
|  |                          |
|  | Domeykodactylus ceciliae |
|  |                          |

|  | Noripterus parvus       |
|  |                         |
|  | Noripterus complicidens |
|  |                         |

|  | Dsungaripterus weii      |
|  |                          |
|  | Domeykodactylus ceciliae |
|  |                          |

|  | Noripterus parvus       |
|  |                         |
|  | Noripterus complicidens |
|  |                         |

|  | Thalassodromeus sethi                                                            |
|  |                                                                                  |
|  | \| \| Tupuxuara longicristatus \| \| \| \| \| \| Tupuxuara leonardii \| \| \| \| |
|  |                                                                                  |
|  | Tupuxuara longicristatus                                                         |
|  |                                                                                  |
|  | Tupuxuara leonardii                                                              |
|  |                                                                                  |

|  | Tupuxuara longicristatus |
|  |                          |
|  | Tupuxuara leonardii      |
|  |                          |

|  | Dsungaripterus weii      |
|  |                          |
|  | Domeykodactylus ceciliae |
|  |                          |

|  | Noripterus parvus       |
|  |                         |
|  | Noripterus complicidens |
|  |                         |

|  | Dsungaripterus weii      |
|  |                          |
|  | Domeykodactylus ceciliae |
|  |                          |

|  | Noripterus parvus       |
|  |                         |
|  | Noripterus complicidens |
|  |                         |

|  | Thalassodromeus sethi                                                            |
|  |                                                                                  |
|  | \| \| Tupuxuara longicristatus \| \| \| \| \| \| Tupuxuara leonardii \| \| \| \| |
|  |                                                                                  |
|  | Tupuxuara longicristatus                                                         |
|  |                                                                                  |
|  | Tupuxuara leonardii                                                              |
|  |                                                                                  |

|  | Tupuxuara longicristatus |
|  |                          |
|  | Tupuxuara leonardii      |
|  |                          |

## Levenswijze
Volgens Lü hadden Noripterus en de in dezelfde formatie voorkomende Dsungaripterus een iets andere levenswijze zodat ze verschillende niches exploiteerden in plaats van elkaar te beconcurreren. Dsungaripterus zou dan schelpdieren lang de waterkant gezocht hebben en opengekraakt met zijn zware tanden; terwijl Noripterus in dieper water gevist zou hebben. Andere pterosauriërs zijn uit hun biotoop niet bekend.